# ناووس دوغماتي

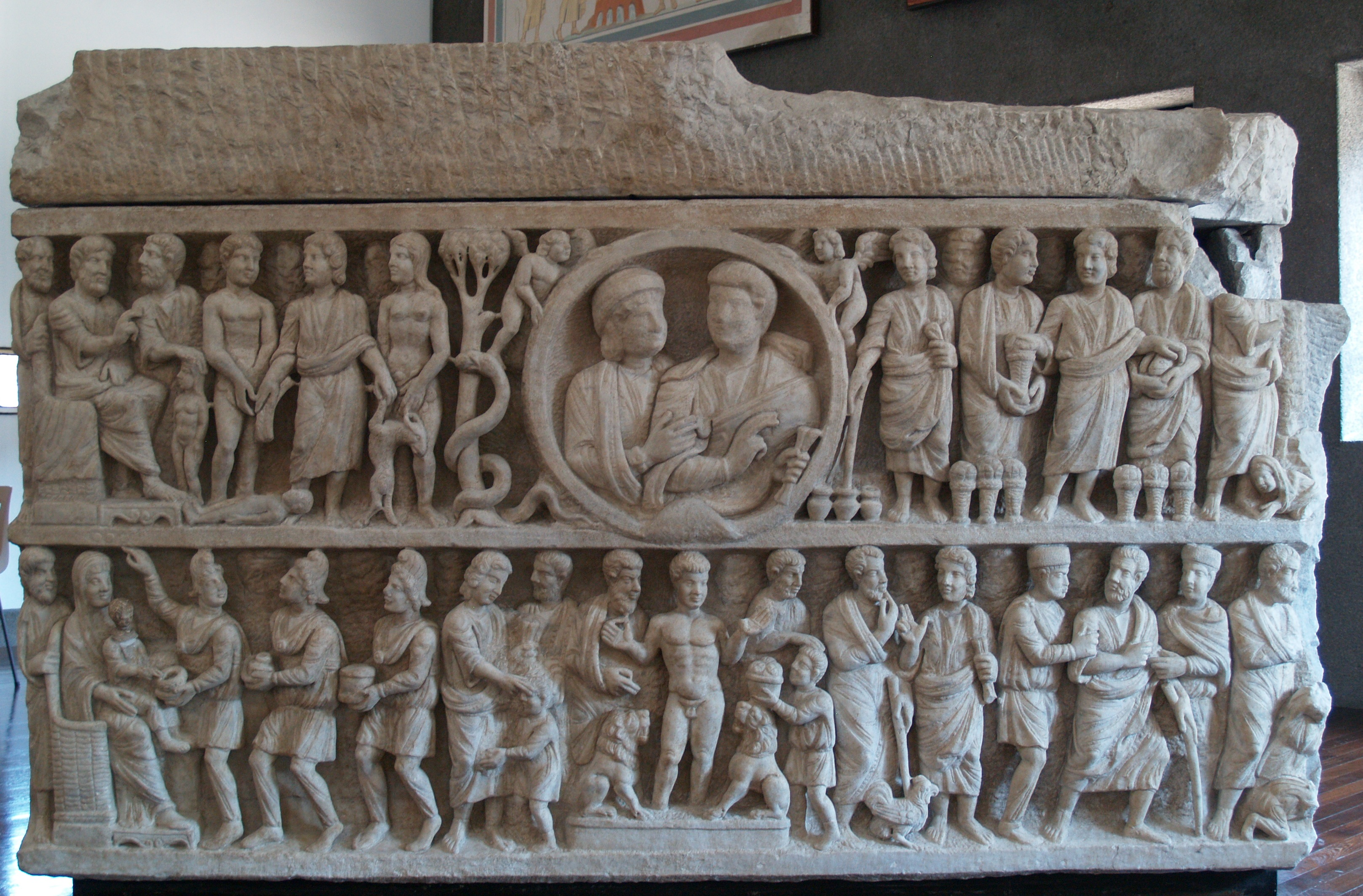

الناووس الدوغماتي أو ما يُعرف أيضًا باسم «الناووس الثلاثي» هو ناووس مسيحي مبكر يرجع تاريخه إلى 320-350، وهو الآن في متاحف الفاتيكان. كُشف عنه في القرن التاسع عشر أثناء أعمال البناء في كنيسة القديس بولس خارج الأسوار في روما، إيطاليا.
يعد الناووس الدوغماتي واحدًا من أهم الأمثلة على النحت المسيحي الروماني في عصر قسطنطين جنبًا إلى جنب مع ناووس جونيوس باسسوس. يستمد اسمه بشكل واضح من دوغماتية مجمع نيقية، ولا سيما فيما يتعلق بكون المسيح متمسكًا بالله الآب الأمر الذي يبدو واضحًا (على سبيل المثال) من خلال مشهد يحوي شخصية تمثل ظهور يسوع بين آدم وحواء، على الرغم من أن الشكل يجب أن يُفهم بأنه المسيح أو الله، إلا أن الآب أقل وضوحًا، وبالتالي تعمل النقطة الدوغماتية في كلتا الحالتين.

## الوصف
ينقسم الوجه الامامي إلى سجلين، ويعتبر هذا الشكل نموذجيًا لأسلوب العصر، يحوي السجلان موضوعات لكل من العهدين الجديد والقديم ودرع في الوسط شبيه بالصدفة يحتوي على صور للزوجين المتوفين متعانقين ويرتديان ملابس الأزواج النموذجية من القرن الرابع (الغلالة طويلة الأكمام والدالماتينا والتوجة للرجال، والغلالة والبالا للنساء). يأخذ رأس الناووس الدوغماتي شكل النوع الأساسي للناووس مما يدل على عدم وجود رغبة أو عدم كفاية الوقت لإعطائه شكلًا خاصًا.
يوجد في السجل العلوي خمس حلقات، اثنتان منها من كتاب سفر التكوين ومعجزتين للمسيح:
- ثلاثة شخصيات ملتحية متشابهة تمثل الثالوث، الشخص الأوسط منتصب يمثل الإله الآب وهو يخلق حواء من ضلع آدم المستلقي على الأرض.
- هناك شخص أصغر سنًا دون لحية يملك المظهر التقليدي للسيد المسيح بين آدم وحواء وشجرة معرفة الخير والشر.[3]
- عرس قانا.
- إطعام الجموع.
- قيامة لعازر.

يوجد في السجل السفلي ستة مشاهد يرتبط أحدها بميلاد يسوع واثنان بالكتاب المقدس وثلاثة بالقديس بطرس
- تمجيد المجوس، مع السيدة العذراء والطفل ومع المجوس في اللباس الشرقي والقبعة الفريجية وبلعام خلف العرش.
- شفاء الأعمى.
- دانيال في جب الأسد.
- حبقوق مع سلة الأرغفة والملاك.
- بطرس ينكر المسيح، مع الديك الذي يصيح من روايات الإنجيل.
- اعتقال جنديين يرتديان قبعات بانونيا لبطرس.
- يخلق موسى أو بطرس ينبوعًا من الماء بحضور السينتوريون (مع ارتداء الأخير لباسًا عسكريًا نموذجيًا من القرن الرابع).

ربما يعود تاريخ التابوت إلى ما بين 330 و340 وهذا ما استُنتج من قصات شعر الذكور (بصرف النظر عن المسيح وبطرس)، وعدم وجود تفاصيل لفن الخط. هناك أصداء للفن الرسمي «الشعبي» السابق، مما دفع البعض إلى الإشارة بأن الناووس من نفس الورشة التي أنتجت وعدلت النقوش لقوس قسطنطين.